# Oxyphora pyrethri
Oxyphora pyrethri är en tvåvingeart som beskrevs av Robineau-desvoidy 1830. Oxyphora pyrethri ingår i släktet Oxyphora och familjen borrflugor. Inga underarter finns listade i Catalogue of Life.